# Kuifmonarch
De kuifmonarch (Symposiachrus verticalis; synoniem: Monarcha verticalis) is een  zangvogel uit de familie Monarchidae (monarchen).

## Verspreiding en leefgebied
Deze soort is endemisch op de Bismarck-archipel en telt twee ondersoorten:
- S. v. ateralbus: Dyaul (nabij noordwestelijk Nieuw-Ierland).
- S. v. verticalis: de voornaamste eilanden van de Bismarck-archipel.